# Suck It and See (chanson)
Singles de Arctic Monkeys
The Hellcat Spangled Shalalala
(2011) Black Treacle
(2012)
Suck It and See est le deuxième single du groupe de rock indépendant Arctic Monkeys issu de l'album Suck It and See et sorti en téléchargement digital et en vinyle le 31 octobre 2011, avec comme face B "Evil Twin". C'est d'ailleurs l'un des rares singles où la face B se retrouve mieux classé que le single en nombre de téléchargements. En effet "Suck It and See" se retrouve à la 149e place des charts britanniques alors que "Evil Twin" se retrouve 114e du même classement.

## Liste des pistes
Toutes les paroles sont écrites par Alex Turner, toute la musique est composée par Arctic Monkeys.
| 1. | Suck It and See | 3:45 |
| 2. | Evil Twin       | 3:23 |

| 1. | Suck It and See | 3:45 |
| 2. | Evil Twin       | 3:23 |

## Crédit
- Alex Turner - Chant, guitare rythmique
- Jamie Cook - Guitare solo
- Nick O'Malley - Basse, chœur
- Matt Helders - Batterie, chœur

## Classement
| Classement(2011)                        | Meilleure position |
| --------------------------------------- | ------------------ |
| Belgique (Flandre Ultratop 50 Singles)  | 15                 |
| Belgique (Wallonie Ultratop 50 Singles) | 33                 |
| Ukraine (FDR – Rock)                    | 1                  |
| Royaume-Uni (UK Indie Chart)            | 20                 |
| UK Singles (Official Charts Company)    | 149                |